# Rödeby
Rödeby é uma localidade situada no município de Karlskrona, condado de Blekinge, Suécia, com 3.402 habitantes em 2010. Ele está localizado a cerca de 12 quilômetros ao norte de Karlskrona. Rödeby é sede do time de futebol local Rödeby AIF. 

## História

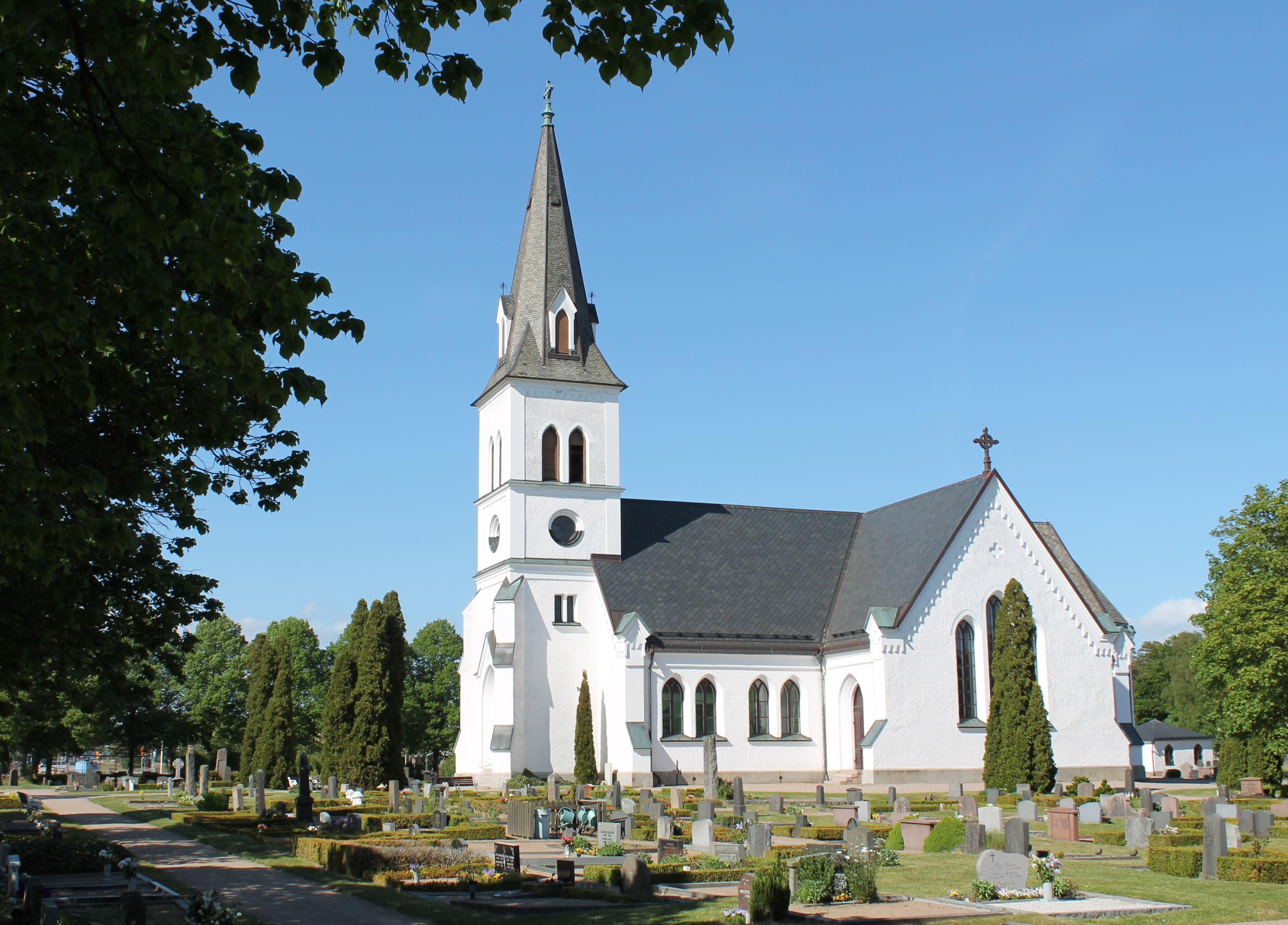
Igreja de Rödeby

Rödeby existiu de 1863 a 1973 como um município independente e foi incorporado a Karlskrona como parte da reforma municipal em 1974. Até à década de 1930 a freguesia era constituída por propriedades rurais e uma loja junto à igreja. 
A partir da década de 1940 e especialmente na década de 1970, o local experimentou um desenvolvimento pronunciado. Havia uma enfermaria distrital desde 1931 e um consultório médico surgiu em meados da década de 1940. Em 1945 foi inaugurada uma loja e em 1946 foi construído um corpo de bombeiros. Em 1954, foi construído um centro comunitário, que também abrigava uma câmara frigorífica e a polícia. Como Rödeby era um município rico, vários projetos foram decididos para o próprio local antes da fusão com Karlskrona. Na década de 1970, foram construídos um asilo para idosos, um centro de saúde com farmácia, um centro de negócios, uma creche e uma escola com piscina, ginásio e biblioteca.